# Keo lá tràm
Keo lá tràm hay tràm bông vàng có danh pháp khoa học là Acacia auriculiformis là một loài cây thuộc chi Keo (Acacia). Loài này mới nhập nội vào Việt Nam (thập kỷ 1960-1970), sau này người ta sử dụng rộng rãi tên gọi tràm bông vàng. tràm bông vàng được phân bố tự nhiên ở vùng Indonesia và Papua New Guinea. Hiện tại được trồng rộng rãi tại nhiều quốc gia ở vùng nhiệt đới.

## Đặc điểm
Tràm bông vàng là dạng cây gỗ lớn, chiều cao có thể đạt tới 30 m. Loài cây này phân cành thấp, lớn nhanh, tán rộng. Vỏ cây có rạn dọc, màu nâu xám. Lá cây là lá giả, do lá thật bị tiêu giảm, bộ phận quang hợp là lá giả, được biến thái từ cuống cấp 1, quan sát kỹ có thể thấy dấu vết của tuyến hình chậu còn ở cuối lá giả) có hình dạng cong lưỡi liềm, kích thước lá giả rộng từ 3–4 cm, dài từ 6–13 cm, trên lá giả có khoảng 3 gân dạng song song, ở cuối lá có 1 tuyến hình chậu.
Hoa tự dạng bông đuôi sóc, tràng hoa màu vàng. Quả dạng đậu xoắn, hạt màu đen, có rốn hạt khá dài màu vàng như màu của tràng hoa.
Tràm bông vàng là thực vật quen sống ở nơi có khí hậu nóng, với khả năng chịu hạn tốt tuy nhiên chịu rét lại kém. Nhiệt độ trung bình cho cây phát triển là 24 độ bách phân với lượng mưa 2.000-5.000mmm hàng năm. Cây mọc tốt trên đất có độ dày trung binh, có khả năng thoát nước khá tốt, độ pH gần trung tính, hơi chua.

## Sử dụng
Tràm bông vàng là loài cây thuộc họ Đậu, ở rễ có nốt sần ký sinh chứa vi khuẩn nốt rễ có tác dụng tổng hợp đạm tự do, cải tạo môi trường đất, chống xói mòn và rừng phòng hộ, khối lượng vật rơi rụng của tràm bông vàng hàng năm cũng rất cao, cây keo lá tràm thường được dùng nhiều trong cải tạo đất sản xuất lâm nghiệp. Đặc điểm sinh trưởng của loài này khá nhanh và thích nghi rộng, nên tràm bông vàng nhanh chóng trở thành loài cây được trồng phủ xanh đất trống đồi trọc và cho nguyên liệu bột giấy.
Nó được sử dụng để trồng cải tạo đất giúp cho đất tăng thêm độ dinh dưỡng và có vai trò như một loài cây bổ trợ sự phát triển cho các loài cây khác. Nên hay được trồng hỗn giao với bạch đàn hoặc xà cừ...
Tuy keo lá tràm có thể bổ trợ cho sự phát triển của các loại cây khác do khả năng tổng hợp đạm.  Nhưng nếu chỉ trồng rừng thuần loài thì khả năng phòng hộ của nó là thấp hơn nhiều so với các loài cây khác 
Loài cây này cũng được trồng như là cây cảnh, cây lấy bóng râm và trồng trong các đồn điền để lấy gỗ ở khu vực Đông Nam Á và Sudan. Gỗ của nó có thể dùng trong sản xuất giấy, đồ gỗ gia dụng và các công cụ. Nó có chứa tanin nên có thể dùng trong công nghiệp thuộc da. Tại Ấn Độ, gỗ và than củi từ tràm bông vàng dùng làm nguồn nhiên liệu. Nhựa gôm từ tràm bông vàng cũng được buôn bán ở quy mô thương mại, nhưng người ta cho rằng nó ít có ích hơn khi so với gôm Ả Rập (lấy từ Acacia senegal hay Acacia seyal). Loài cây này cũng được thổ dân Australia dùng làm thuốc giảm đau. Các chất chiết ra từ gỗ lõi của tràm bông vàng có tác dụng chống nấm làm hỏng gỗ.

## Kỹ thuật giống

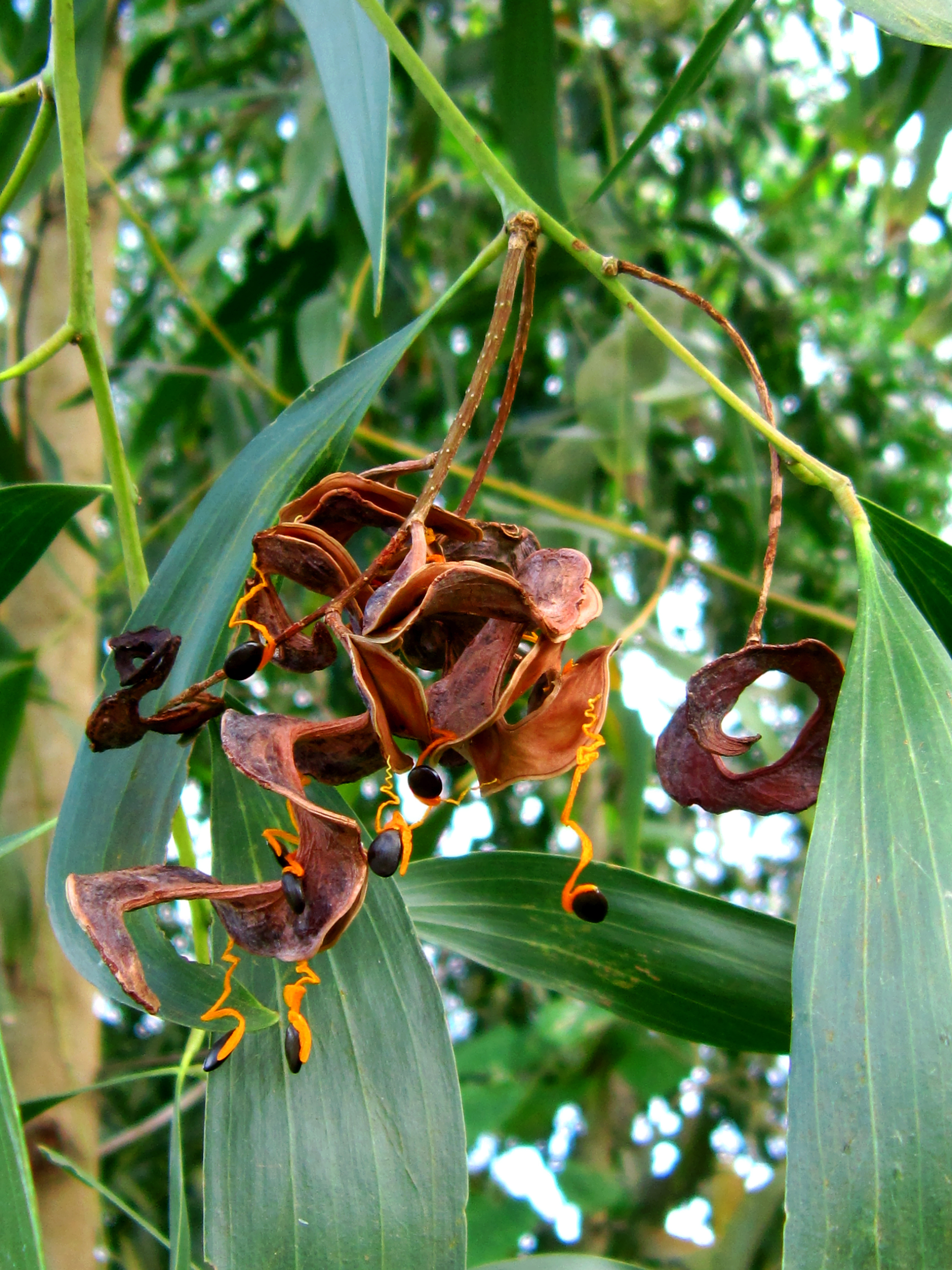
Quả chuyển sang màu nâu, có thể thu hái được.

Quả chín tháng 5-6 đối với các tỉnh phía Bắc Việt Nam. Ở miền Nam Việt Nam thu quả 2 vụ trong năm là tháng 2-3 và tháng 11-12. Thu hái quả khi quả chuyển sang màu nâu hoặc màu xám, khi đó tách hạt thấy hạt có màu đen. Quả sau khi thu hái ủ thành đống cho chín đều 2-3 ngày, sau đó phơi trong nắng nhẹ cho tách hạt. Sàng sẩy để tách mày hạt ra khỏi hạt. Khoảng 3–4 kg quả chế biến được 1 kg hạt.
Hạt được phơi trong bóng dâm cho khô bớt, tới hàm lượng nước 7-8%. Hạt đã chế biến có khoảng 45.000 - 50.000 hạt/kg. Tỷ lệ nẩy mầm ban đầu đạt trên 90%. Hạt được bảo quản trong kho trong túi kín ở chỗ râm mát. Bảo quản ở nhiệt độ 5-10 độ C có thể duy trì sức sống của hạt được vài ba năm. Trước khi gieo ngâm hạt trong nước sôi 1 phút, sau đó để nguội dần qua đêm. Khi hạt đã trương nước vớt ra ủ .

## Ảnh

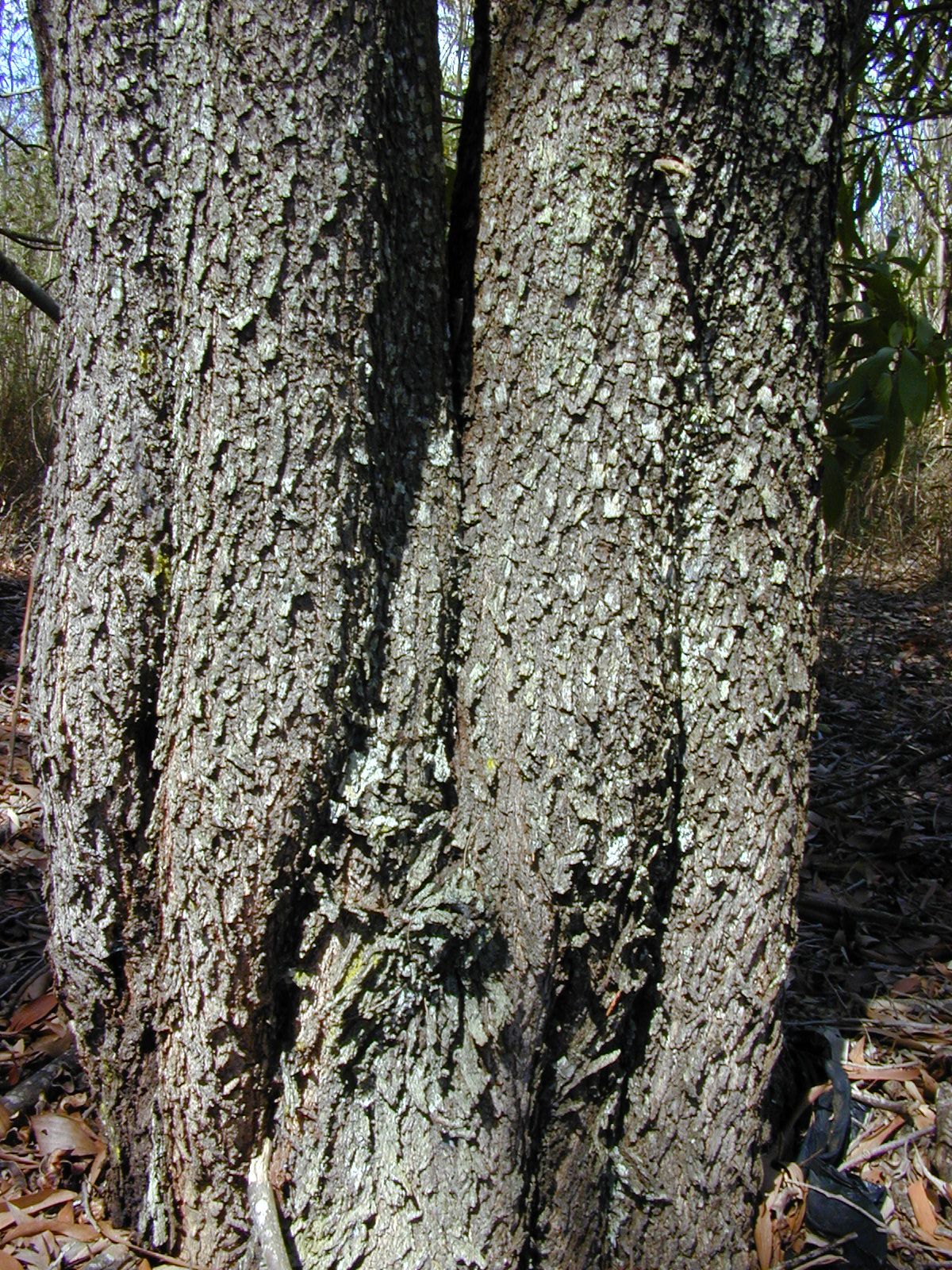
Vỏ cây tràm bông vàng
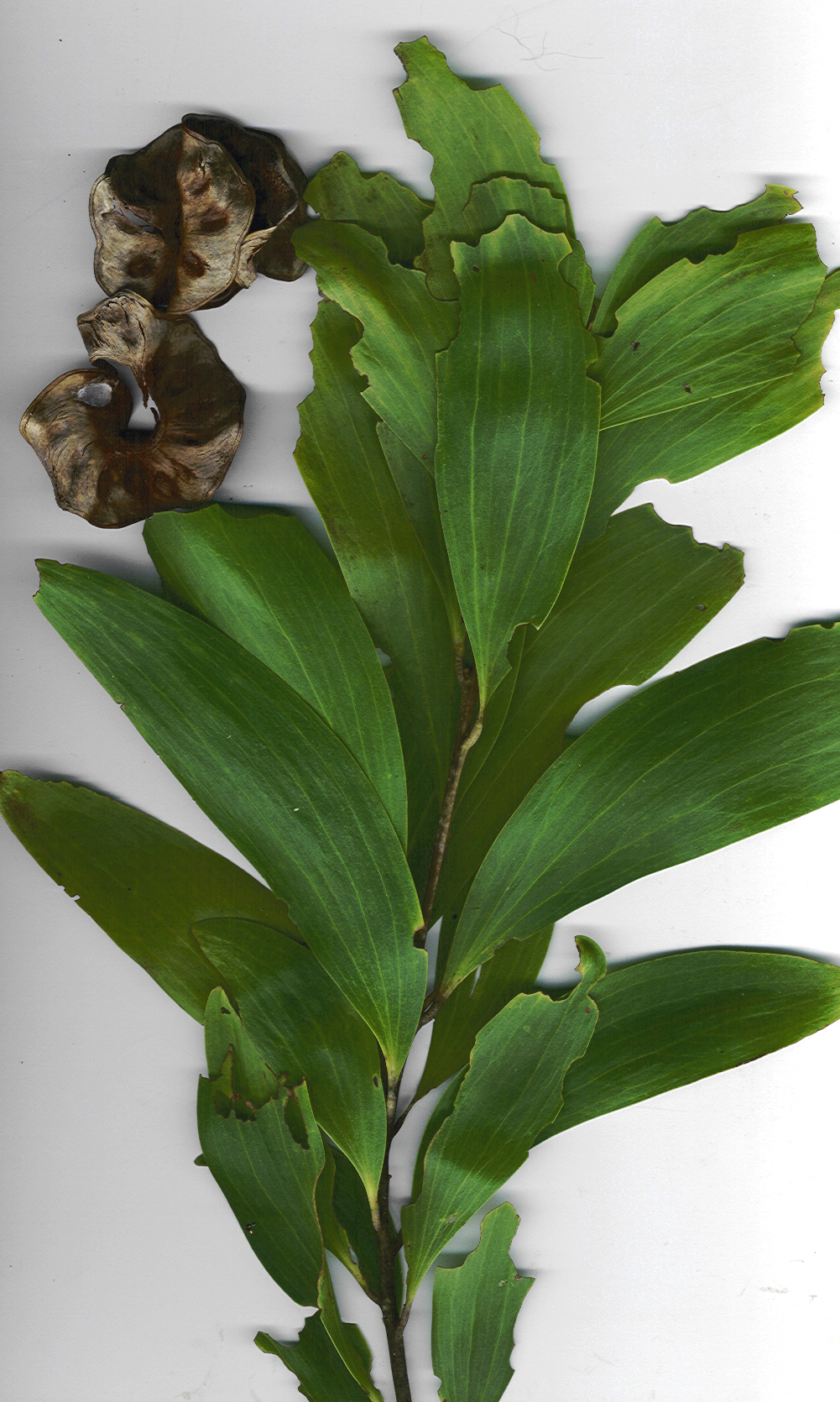
Lá và quả dạng đậu xoắn.
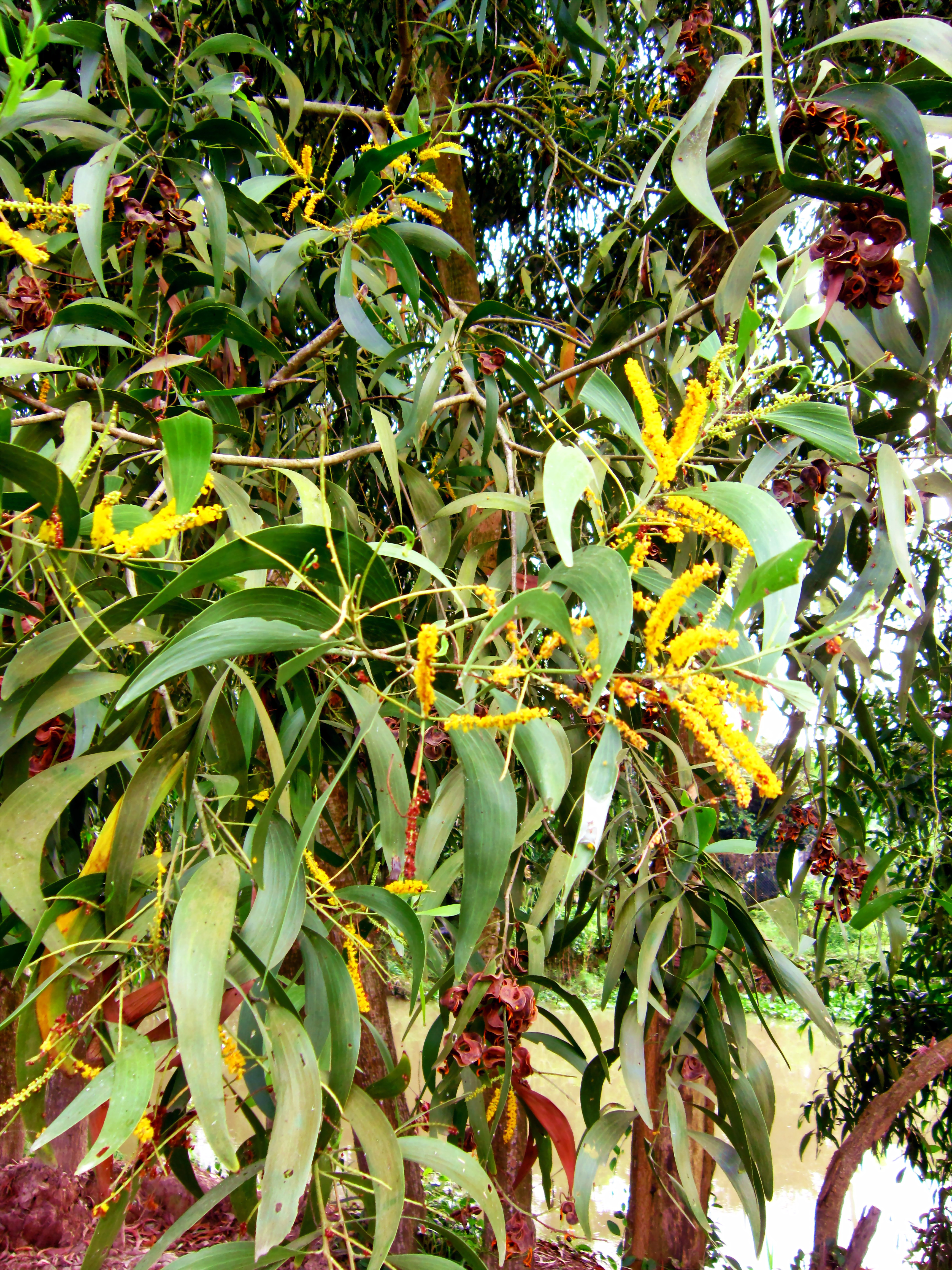
Hoa và lá.
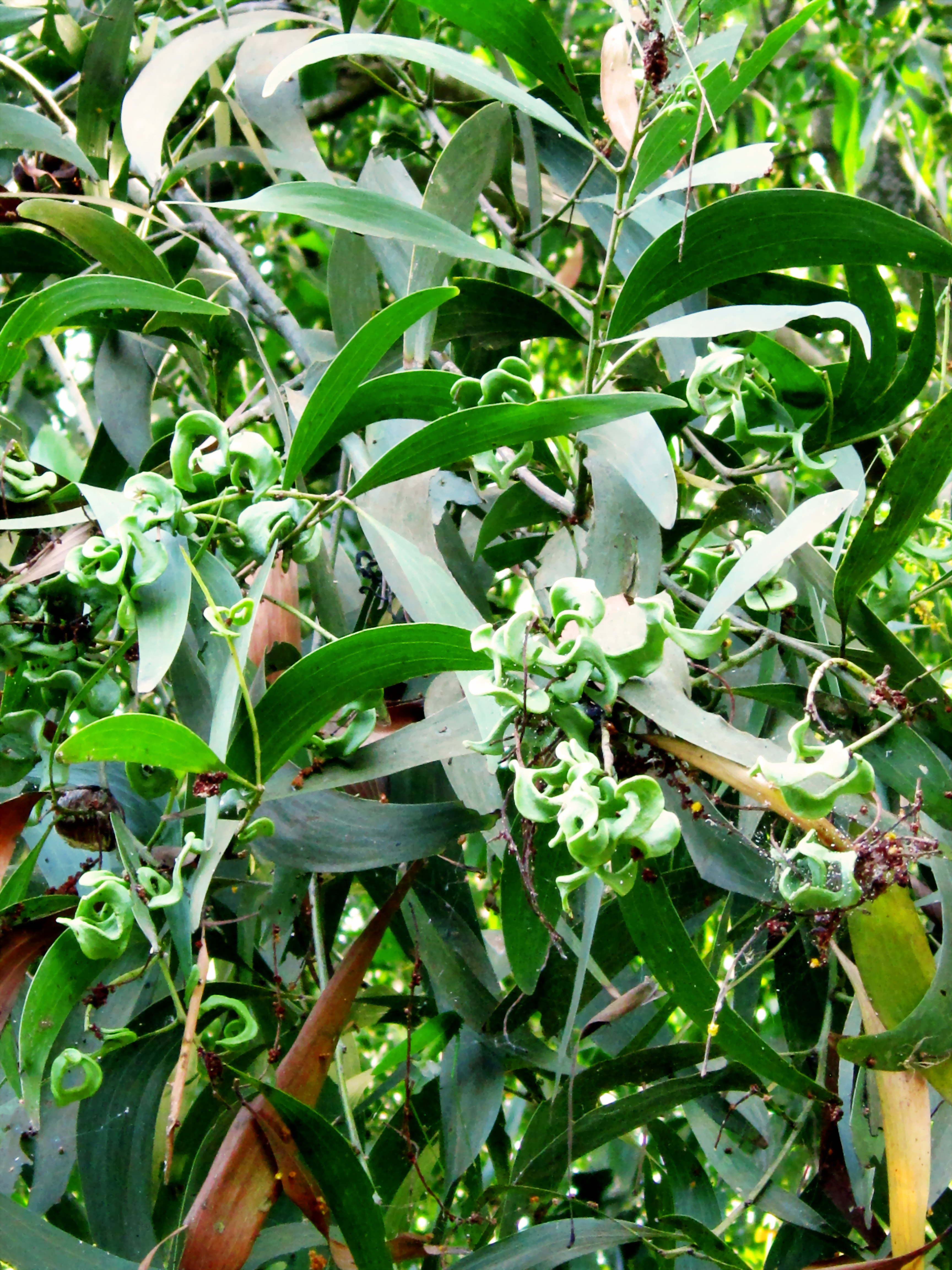
Quả khi còn xanh.